# Digital 9
Digital 9 o D9 (anteriormente llamada Digital 5 o D5, y luego Digital 7 o D7), es una red intergubernamental que reagrupa a los gobiernos de los países más avanzados en lo relativo al llamado gobierno digital o «e-gobierno», el cual a veces también es denominado gobierno electrónico, o asimismo administración electrónica o administración digital.
A través de la cooperación internacional, el D9 se orienta a aplicar lo mejor posible las herramientas y competencias digitales, para así enriquecer y facilitar la vida de los habitantes de sus respectivos países, y para colaborar en la resolución de problemas comunes. Asimismo, también se intercambian ideas y experiencias, con el objetivo de adoptar y perfeccionar estándares y plataformas de código abierto, para un mejor desarrollo de las aplicaciones y de los intercambios.

## Cronología
- Diciembre de 2014

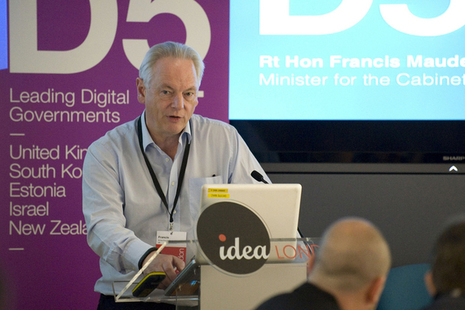
Francis Maude disertando en 2014, en la cumbre del D5.

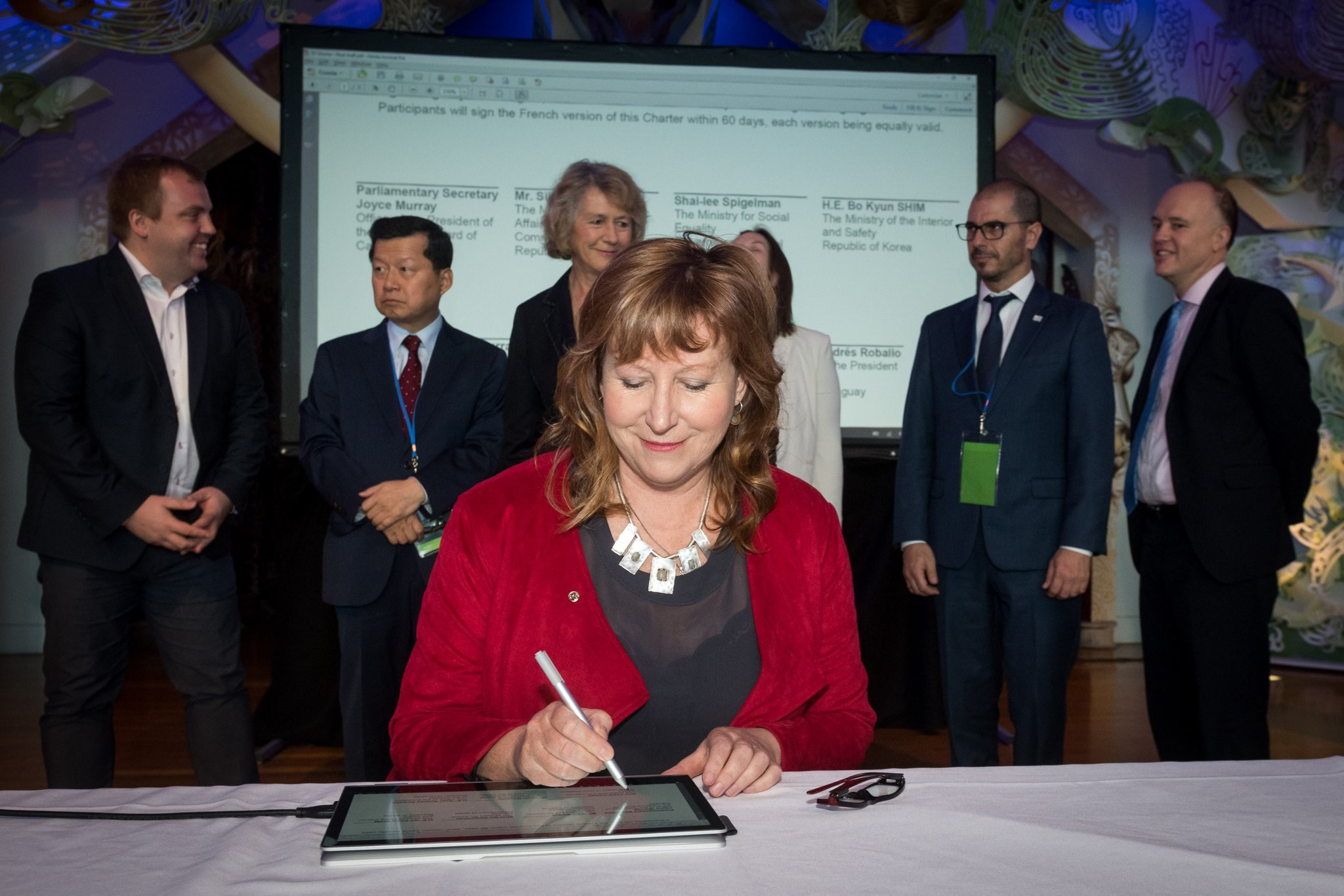
Firma del Digital 7 o D7, en Wellington, Nueva Zelanda, en 2018.

La primera cumbre ministerial en relación con la llamada administración electrónica o administración digital o administración en línea, fue celebrada en Londres (Reino Unido), en donde fue creado el grupo Digital 5 o D5, entonces integrado por los siguientes países: Corea del Sur, Estonia, Israel, Nueva Zelanda, y el país anfitrión Reino Unido.
- Noviembre de 2015

La segunda cumbre ministerial sobre gobierno digital, fue celebrada en Tallin (Estonia).
- Noviembre de 2016

La tercera cumbre ministerial sobre gobierno digital, fue celebrada en Busan (Corea del Sur), donde se adoptó la llamada 'Declaración de Busan'.
- Febrero de 2018

Por su parte, la correspondiente cuarta cumbre ministerial sobre gobierno digital, fue celebrada en Wellington (Nueva Zelanda), oportunidad en la cual también participaron Canadá y Uruguay, formándose así el grupo conocido desde entonces como Digital 7 o D7.
- Noviembre de 2018

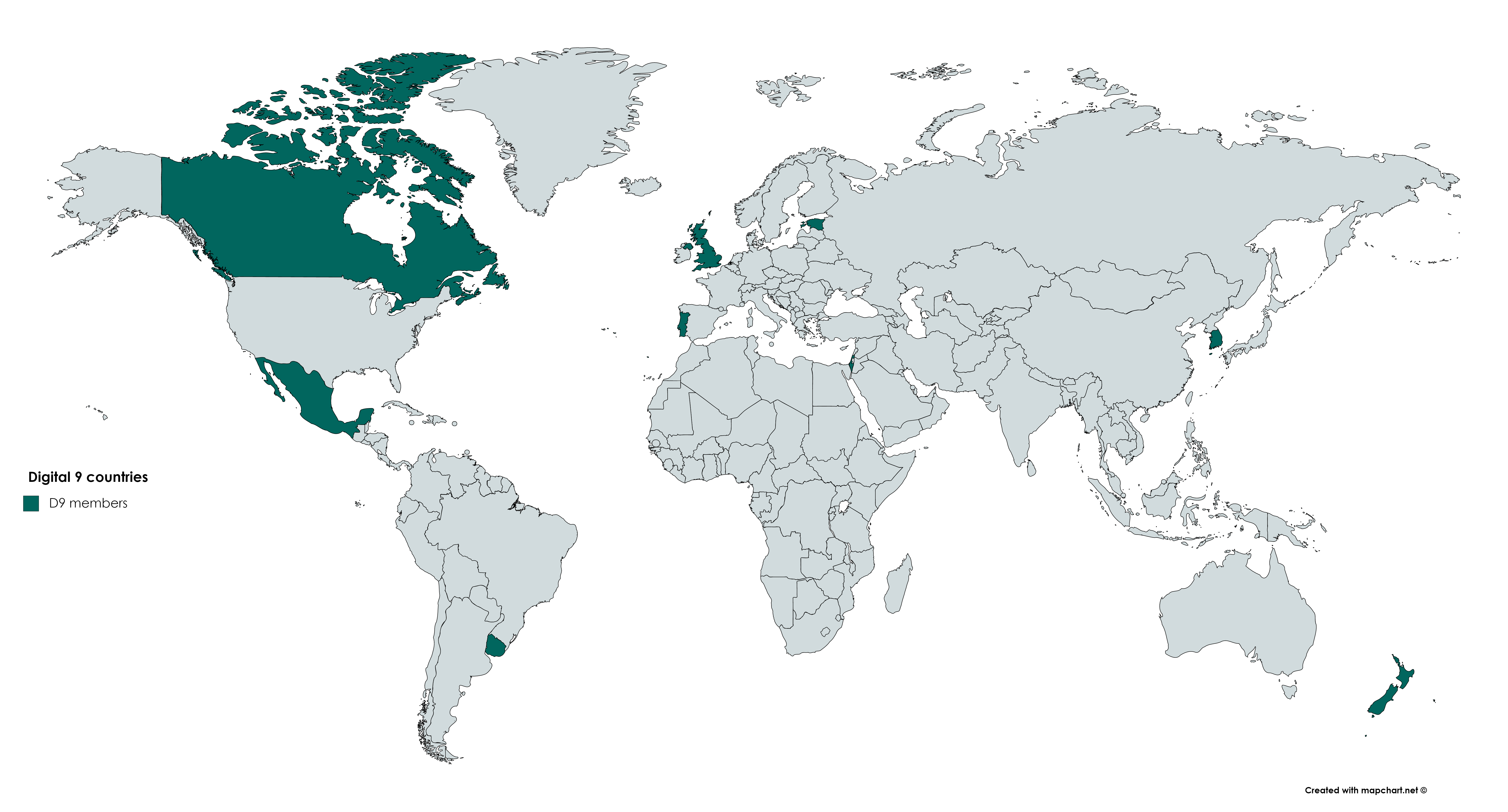
Canadá, Corea del Sur, Estonia, Israel, México, Nueva Zelanda, Portugal, Reino Unido, Uruguay, naciones integrantes del Digital 9 (D9).

La quinta cumbre ministerial sobre gobierno digital, tuvo lugar en Jerusalén (Israel), en noviembre del año 2018. Durante esta reunión, México y Portugal se unieron a este grupo de naciones, conformando así el llamado grupo Digital 9 o D9, el cual y entre otras varias cosas, estableció el llamado Pacto del Digital 9 o D9 (en francés: Charte du D9 ; en inglés: Digital Nations's charter).
- Noviembre de 2019

La sexta cumbre ministerial sobre gobierno digital tuvo lugar en Montevideo, Uruguay, del 4 al 6 de noviembre de 2019.